# Dangerous: The Short Films
Dangerous - The Short Films é uma coletânea de clipes de Michael Jackson lançada originalmente em VHS, em 1993, e depois em DVD em 2001.

## Faixas
1. "Black or White"
2. "Heal the World" (No Super Bowl XXVII)
3. "Remember the Time"
4. "Will You Be There"
5. "In the Closet"
6. "Gone Too Soon"
7. "Jam"
8. "Heal the World"
9. "Give In to Me"
10. "Who Is It"
11. "Dangerous"